# Copa Aldao 1928
La Copa Aldao 1928 fue la octava edición del torneo organizado por AFA y AUF. Enfrentó a Huracán de Argentina, ganador del Campeonato de Primera División 1928; y a Peñarol de Uruguay, ganador del Campeonato de Primera División 1928.
Esta edición se disputó a partido único el 26 de octubre de 1929 en el Estadio de Alvear y Tagle de River Plate en Buenos Aires. La ganó Peñarol imponiéndose por 3 a 0, consiguiendo su primer título en el torneo.

## Clubes clasificados
Clasificaron como campeones de 1928 en sus respectivas ligas.
| AAAF (Argentina) |  | Huracán |  | Campeón de Primera División de Argentina (1928) |
| AUF (Uruguay)    |  | Peñarol |  | Campeón de Primera División de Uruguay (1928)   |

## Partido
| 26 de octubre de 1929 | Huracán | 0:3 (0:1) | Peñarol                                       | River Plate, Buenos Aires |  |
|                       |         |           | Lorenzo Fernández 38' · Vicente Sarni 47' 85' |                           |  |

| Guardameta     | Rafael Negro      |  |
| Defensa        | Juan Pratto       |  |
| Defensa        | Hugo Settis       |  |
| Centrocampista | Pablo Bartolucci  |  |
| Centrocampista | Máximo Federici   |  |
| Centrocampista | Horacio Souza     |  |
| Delantero      | Adán Loizo        |  |
| Delantero      | Manuel Spósito    |  |
| Delantero      | Guillermo Stábile |  |
| Delantero      | Ángel Chiesa      |  |
| Delantero      | C. Concheiro      |  |
| DT             | -                 |  |

| Guardameta     | Miguel Capuccini    |  |
| Defensa        | Álvaro Gestido      |  |
| Defensa        | Alberto Noguez      |  |
| Centrocampista | Antonio Campolo     |  |
| Centrocampista | Gildeón Silva       |  |
| Centrocampista | Denis D'Agosto      |  |
| Delantero      | Antonio Sacco       |  |
| Delantero      | Vicente Sarni       |  |
| Delantero      | Lorenzo Fernández   |  |
| Delantero      | Carlos Riolfo       |  |
| Delantero      | Juan Pedro Arremón  |  |
| DT             | Juan Carlos Bertone |  |

|  |

| Anotado | 38' | Lorenzo Fernández |
| Anotado | 47' | Vicente Sarni     |
| Anotado | 85' | Vicente Sarni     |

| Guardameta     | Rafael Negro      |  |
| Defensa        | Juan Pratto       |  |
| Defensa        | Hugo Settis       |  |
| Centrocampista | Pablo Bartolucci  |  |
| Centrocampista | Máximo Federici   |  |
| Centrocampista | Horacio Souza     |  |
| Delantero      | Adán Loizo        |  |
| Delantero      | Manuel Spósito    |  |
| Delantero      | Guillermo Stábile |  |
| Delantero      | Ángel Chiesa      |  |
| Delantero      | C. Concheiro      |  |
| DT             | -                 |  |

| Guardameta     | Miguel Capuccini    |  |
| Defensa        | Álvaro Gestido      |  |
| Defensa        | Alberto Noguez      |  |
| Centrocampista | Antonio Campolo     |  |
| Centrocampista | Gildeón Silva       |  |
| Centrocampista | Denis D'Agosto      |  |
| Delantero      | Antonio Sacco       |  |
| Delantero      | Vicente Sarni       |  |
| Delantero      | Lorenzo Fernández   |  |
| Delantero      | Carlos Riolfo       |  |
| Delantero      | Juan Pedro Arremón  |  |
| DT             | Juan Carlos Bertone |  |

|  |

| Anotado | 38' | Lorenzo Fernández |
| Anotado | 47' | Vicente Sarni     |
| Anotado | 85' | Vicente Sarni     |

|                             |
| Bandera de Uruguay          |
| Campeón Peñarol 1.er título |